# Vania Brendel

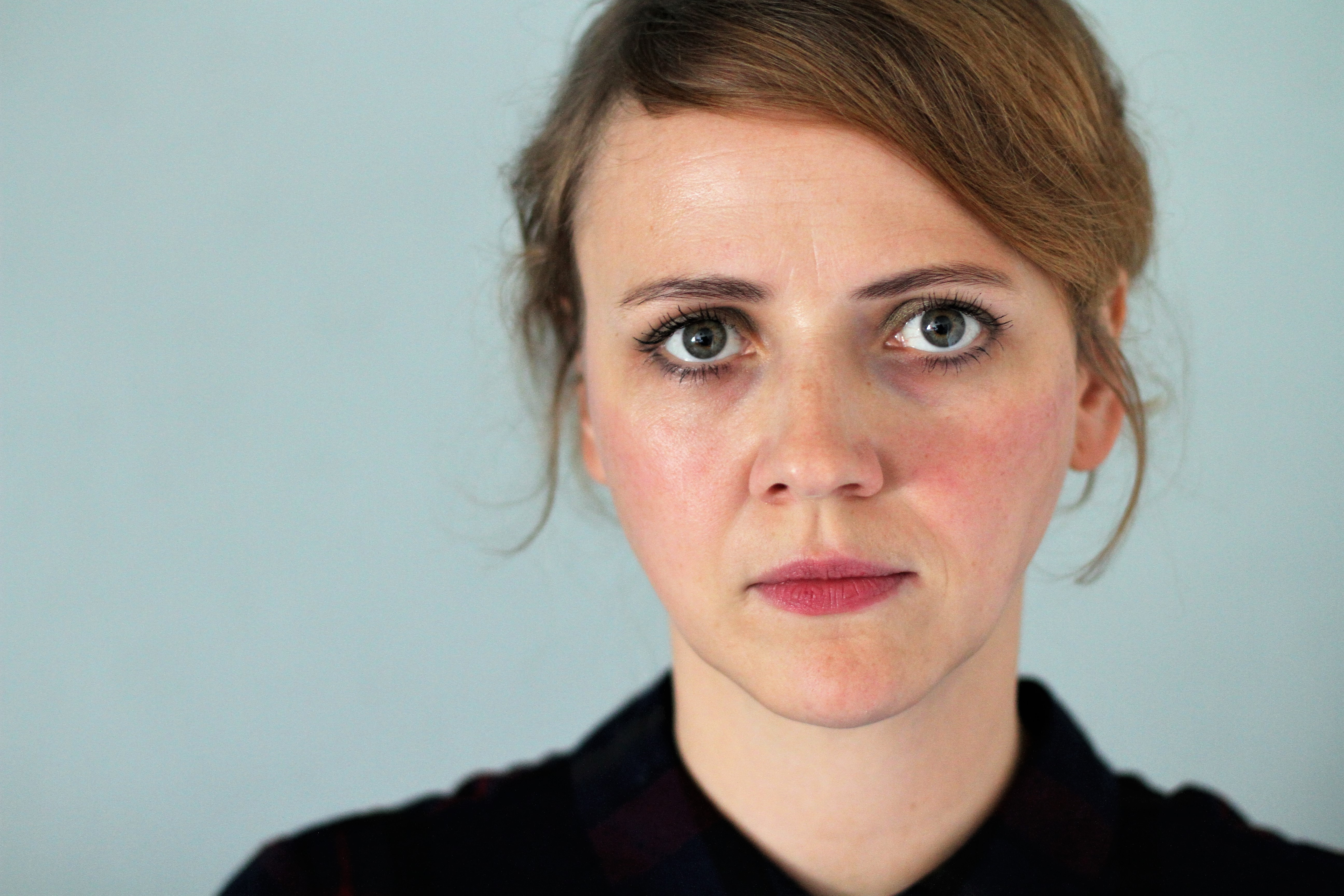
Vania Brendel (2020)

Vania Brendel (* 1985 in Vechta in Niedersachsen) ist eine deutsche Theaterschauspielerin und Regisseurin.

## Leben
Brendel absolvierte 2011 ihr Diplom in Berlin. Sie spielte unter anderem an der Komischen Oper Berlin, am Theater Bern, der Landesbühne Sachsen-Anhalt und Hebbel am Ufer in Berlin. Zudem war sie in einigen Fernsehproduktionen wie SOKO Wismar, Traum eines lächerlichen Menschen oder Beatrice die Liebe siegt zu sehen. Sie gründete 2010 das Ensemble Kulturkokotten und führte bei diversen Stücken wie zum Beispiel Gogols Die Heirat, Shakespeares Hamlet oder Tschechows Der Bär, in der freien Szene Berlin, Regie.
Während der Pandemie arbeitete sie als Sprecherin für verschiedene Hörspiele z. B. Arthur Schnitzlers Literatur, für das Radio.
2021 spielte in Vince LiCatas Zoom Stück Space PatX, das in England zwei Mal den ONCOMM-Award gewann, unter der Regie von Andy Jordan, die Rolle Kaye (HR). Seit 2019 ist Brendel in Bremen und arbeitet mit dem Intendanten Daniel Meyer-Dinkgräfe und ihrem Mann Andreas Brendel an verschiedenen Stücken am Haventheater Piccolo. 2021 spielte sie in der deutschen Uraufführung der britischen Autorin Carolin Horton, Penelope Retold, die Penelope. Bei dem Stück Revanche von Anthony Shaffer übernahm Brendel 2023 die Regie in Bremerhaven.
Vania Brendel ist Leiterin und Gründerin des Theaters Alter Ego, einem freien Ensemble in Bremen. 2025 wurde das Stück Die Idee mit dem Preis der freien darstellenden Künste Bremen nominiert, Brendel spielt die HR Linda.
In der ukrainisch-deutschen Produktion The Rooms we share (2024) spielte Brendel unter der Regie von Nadiia Khatymlianska die Hauptrolle Hannah, der Film gewann international mehrere Preise u. a. in New York, Kiew und Los Angeles. Der Film Weserwunder wurde beim Filmfest Bremen 2024 durch die Jury (Matthias Bradt, Sara Fazilat und Tom Spieß) nominiert, Vania Brendel führte Regie. 2025 spielt sie Klara Liebschütz (HR) bei den Verdener Domfestspielen unter der Regie von Hans König und stand erneut mit ihrem Mann, Andreas Brendel (als Willibert Stendel) auf der Bühne.
„Vania Brendel in der Rolle der Ophelia macht den Tod nicht nur sichtbar, sondern ist zutiefst berühend  [sic] (…)“ Förderband Kulturinitiative Berlin.